# Icositétrachore
L'icositétrachore, ou 24-cellules, est un 4-polytope régulier convexe. Il est spécifique à la dimension 4 dans le sens où il ne possède aucun équivalent dans une autre dimension. On le dénomme aussi icositétratope ou hypergranatoèdre. 

## Sommets

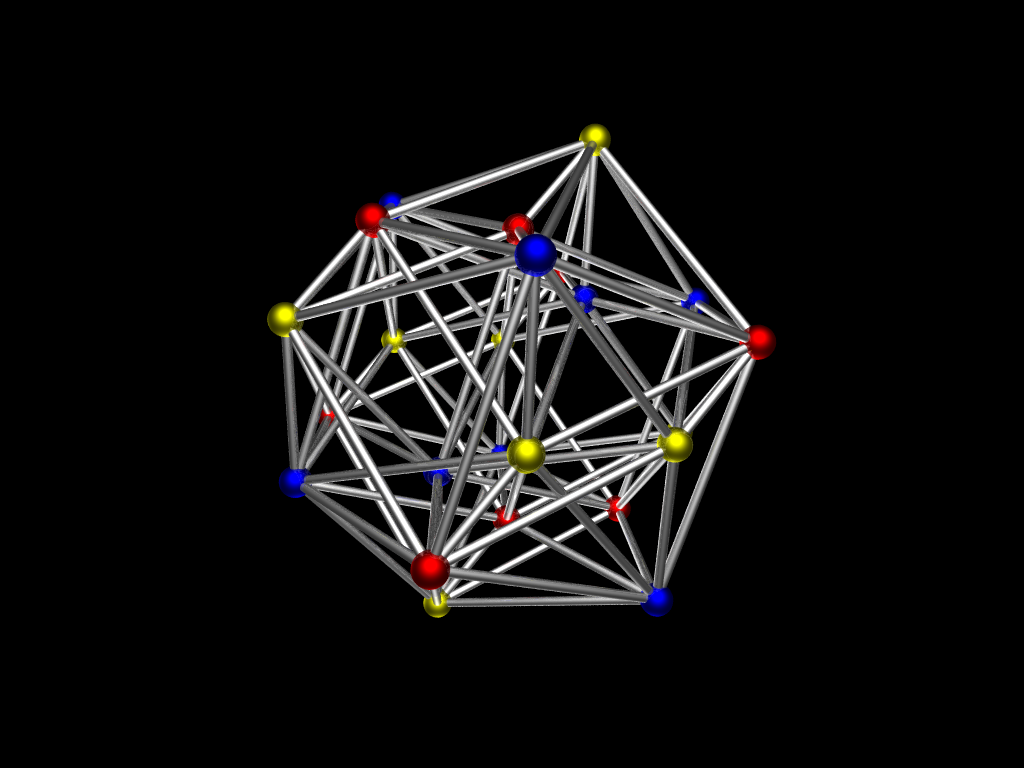
Représentation dans un plan d'un icositétrachore régulier, les sommets étant répartis en trois sous-ensembles de trois couleurs, chacun étant un hexadécachore régulier.

On peut définir un icositétrachore dans {\displaystyle \mathbb {R} ^{4}} au moyen des sommets de coordonnées {\displaystyle (\pm 1,\pm 1,0,0)}, ainsi que ceux obtenus en permutant ces coordonnées. Ils sont au nombre de 24.
On peut répartir ces sommets en trois familles dont chacune correspond aux sommets d'un hexadécachore :
- HexaDec[1] :	{\displaystyle (\pm 1,\pm 1,0,0)} et {\displaystyle (0,0,\pm 1,\pm 1)}
- HexaDec[2] : 	{\displaystyle (\pm 1,0,0,\pm 1)} et {\displaystyle (0,\pm 1,\pm 1,0)}
- HexaDec[3] : 	{\displaystyle (\pm 1,0,\pm 1,0)} et {\displaystyle (0,\pm 1,0,\pm 1)}

Si on regroupe deux de ces hexadécachores, on obtient les sommets d'un tesseract. Par exemple, les sommets de Hexadec[1] et Hexadec[2] donnent le tesseract suivant :
(1,1,0,0) (1,0,0,1) (1,0,0,–1) (1,–1,0,0) carré de côtés (0,–1,0,1) et (0,–1,0,–1)
(0,1,1,0) (0,0,1,1) (0,0,1,–1) (0,–1,1,0) translaté du précédant de (–1,0,1,0) pour former un cube,
cube qu'on translate de (–1,0,–1,0) pour obtenir les derniers sommets :
(0,1,–1,0) (0,0,–1,1) (0,0,–1,–1) (0,–1,–1,0)
(–1,1,0,0) (–1,0,0,1) (–1,0,0,–1) (–1,–1,0,0)

## Arêtes

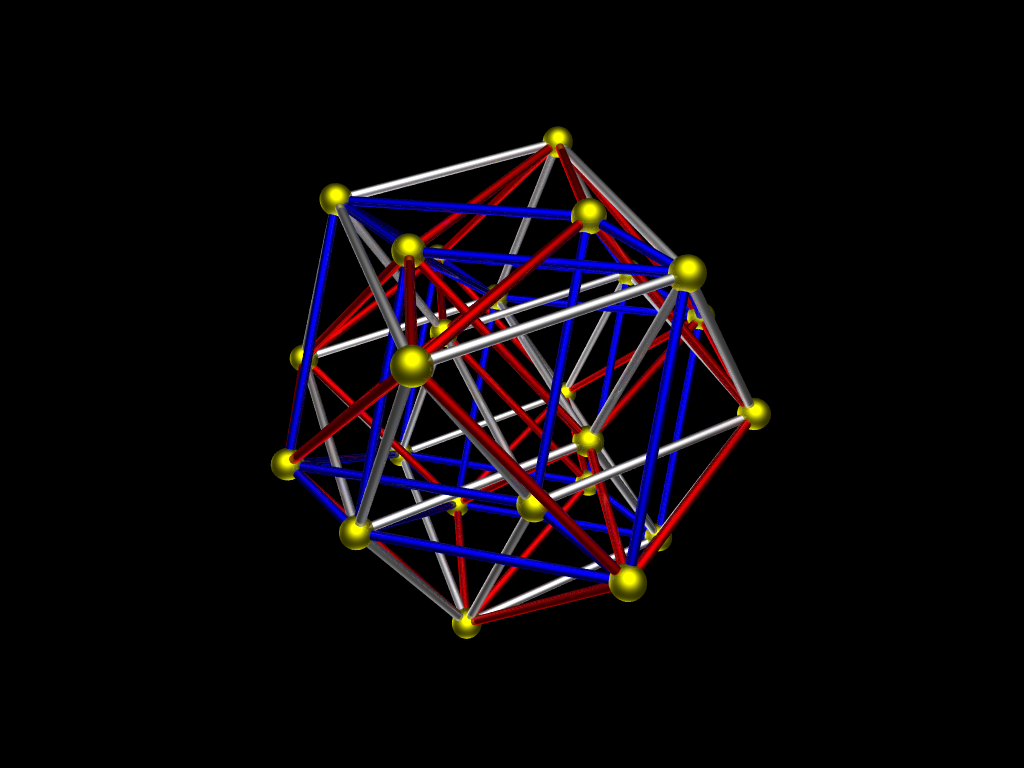
Partition des arêtes d'un icositétrachore en trois hypercubes.

Les arêtes de l'icositétrachore sont ceux des trois tesseracts qu'on peut définir de la façon précédente. Dans l'exemple ci-dessus, ce sont aussi les segments joignant deux sommets distants de {\displaystyle {\sqrt {2}}}. Ils sont au nombre de 96. Chaque sommet appartient à huit arêtes.

## Faces
Les faces sont des triangles équilatéraux, dont les sommets sont distants de {\displaystyle {\sqrt {2}}}. Dans l'exemple ci-dessus, les sommets d'une face ont pour coordonnées {\displaystyle (a,b,0,0)}, {\displaystyle (a,0,c,0)}, {\displaystyle (a,0,0,d)}, ou bien {\displaystyle (b,c,0,0)}, {\displaystyle (b,0,d,0)}, {\displaystyle (0,c,d,0)} (ainsi que ceux obtenus par une même permutation), avec {\displaystyle a=\pm 1}, {\displaystyle b=\pm 1}, {\displaystyle c=\pm 1} et {\displaystyle d=\pm 1}. Ils sont au nombre de 96. Chaque face possède un et un seul sommet de chaque hexadécachore défini plus haut.

## Cellules
Les cellules sont des octaèdres réguliers. Dans l'exemple précédent, huit octaèdres sont contenus dans les hyperplans d'équation {\displaystyle x=\pm 1}, {\displaystyle y=\pm 1}, {\displaystyle z=\pm 1}, {\displaystyle t=\pm 1}, et seize autres sont contenus dans les hyperplans d'équation {\displaystyle \pm x\pm y\pm z\pm t=2}. Il y  a 24 cellules en tout.

## Dual
Le polytope dual de l'icositétrachore précédent possède pour sommets les points de coordonnées {\displaystyle (\pm 1,0,0,0)}, ainsi que les points analogues obtenus par permutation des coordonnées, et les points de coordonnées {\displaystyle \left(\pm {\frac {1}{2}},\pm {\frac {1}{2}},\pm {\frac {1}{2}},\pm {\frac {1}{2}}\right)}. Il s'agit également d'un icositétrachore, de sorte que l'icositétrachore est autodual.